# Wandlungsglocke (Kölner Dom)

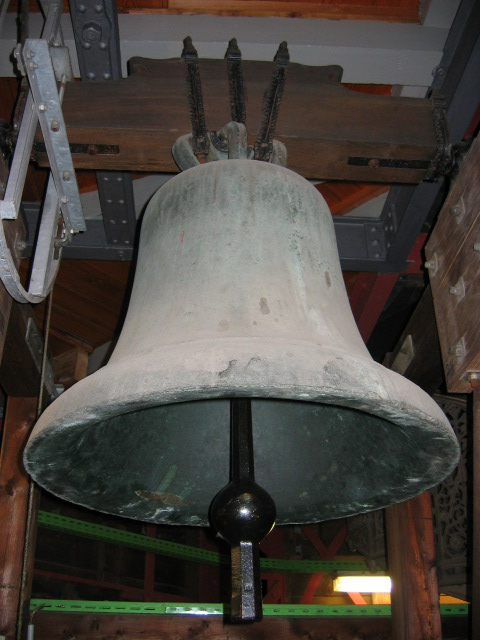
Wandlungsglocke – Glocke 11

Die Wandlungsglocke (früher Uhrglocke genannt) ist die Glocke 11 im Kölner Domgeläut. Sie wurde in der ersten Hälfte des 14. Jahrhunderts von einem unbekannten Gießer gegossen und ist im Glockenstuhl des Vierungsturms aufgehängt.

## Geschichte und Bedeutung
Die zier- und inschriftlose Wandlungsglocke wurde vermutlich in der Zeit der Weihe des Chores im Jahre 1322 gegossen. Sie hing ursprünglich im Dachreiter über dem Chor, dann zeitweise in der Glockenstube des Südturmes, wo sie als Schlagglocke für die Viertelstunden der Domuhr fungierte; daher rührt ihr ursprünglicher Name Uhrglocke. Später wurde sie in den Vierungsturm übertragen und bildet zusammen mit der um die gleiche Zeit entstandenen Angelusglocke das Intervall einer großen Sexte.

## Daten

### Musikalisches
Alle Tonangaben in 16teln. V = Vertreter.
| Nominal (Schlagton) | Unterton | Prim-V  | Terz  | Quint-V | Abklingdauer (Unterton) | Abkling- verlauf |
| e2 −2               | f1 −4    | cis2 +4 | g2 −3 | his1 −6 | 32 Sekunden             | steht            |

### Technisches
| Gewicht | unterer Durchmesser | Schlagringstärke (durch Abnutzung) | Rippenkonstruktion | Aufhängung |
| ------- | ------------------- | ---------------------------------- | ------------------ | ---------- |
| 428 kg  | 806 mm              | 73 (69) mm                         | überschwer         | Holzjoch   |

## Läuteordnung
Die Wandlungsglocke läutet an Werktagen der Osterzeit im Anschluss an die 4×2 Schläge der Dreikönigenglocke gemeinsam um 12:00 Uhr mit der Angelusglocke bzw. um 19:30 Uhr mit der Josephsglocke. An gebotenen Gedenktagen erklingt sie zur Frühmesse und zur Abendandacht gemeinsam mit der Klaraglocke.
Bis zur Anschaffung der Josephsglocke im Jahre 1990 wurde die Wandlungsglocke am Abend vor kleineren Festen um 19:00 Uhr zusammen mit der Angelusglocke geläutet.